# Hub Pulles
Hubertus Adrianus (Hub) Pulles (Vlijmen, 15 december 1895 - Lieshout, 1 mei 1969) was NSB-burgemeester van Eindhoven tijdens de Tweede Wereldoorlog, van 1 februari 1942 tot Dolle Dinsdag 5 september 1944 en stond model voor 'Doctor Vlimmen' in het gelijknamige boek van de schrijver Anton Roothaert.

## Biografie
Pulles was een zoon van Johannes Pulles en Elisabeth Clasina de Bont. Zijn vader was een mandenmaker. Hij trouwde op 24 januari 1922 te Schijndel met Catharina Henriette Maria (To) Swinkels. Zij kregen vier kinderen, onder wie twee zonen. Hun oudste kind, een van de twee zonen, werd lid van de Waffen-SS, raakte zwaargewond in maart 1945 en wordt sindsdien vermist in Recz (in het Duits Reetz)/Pommeren. Hun tweede zoon was eveneens lid van de Waffen-SS en sneuvelde aan het Oostfront.
Pulles studeerde diergeneeskunde aan de Rijksuniversiteit Utrecht, studeerde in 1921 af en promoveerde in 1934 aan de Universiteit van Bern. Hij publiceerde veel in Duitse en Nederlandse vaktijdschriften. In 1921 vestigde hij zich als dierenarts in Eindhoven. Op zijn tochten langs boeren werd hij vaak vergezeld door zijn vriend Anton Roothaert, die hij kende uit zijn studententijd; hij gaf Roothaert de inspiratie voor zijn roman Doctor Vlimmen. In 1929 werd Pulles voor halve dagen aangesteld als plaatsvervangend directeur van het gemeentelijke slachthuis in het Eindhovense stadsdeel Tongelre. De functie was op jaarbasis, maar werd telkens verlengd.
Op 6 september 1940 sloot Pulles zich aan bij de Nationaal-Socialistische Beweging (NSB). Op 1 februari 1942 vond zijn benoeming plaats als burgemeester van Eindhoven. De installatie was op 21 februari dat jaar in het Van Abbemuseum. Volgens Eindhovense gemeenteambtenaren uit zijn tijd als burgemeester was Pulles geen fervent NSB'er en was het zijn echtgenote die hem aanspoorde een loopbaan binnen de NSB te ambiëren. Maar een onderzoek naar de onteigening van joods onroerend goed wees uit, dat Pulles joodse inwoners had gedwongen bij elkaar in te wonen om zo woonruimte vrij te maken voor anderen.
Hij bleef burgemeester tot 5 september 1944, toen hij vluchtte op Dolle Dinsdag. Na de oorlog werd hij tot vier jaar gevangenis veroordeeld. Zijn vrouw werd wegens propaganda voor het nationaalsocialisme veroordeeld tot opsluiting tot 1 januari 1947. Na hun vrijlating woonde het echtpaar in Lieshout, waar Hub Pulles op 1 mei 1969 overleed. Zijn weduwe overleed op 17 augustus 2001 te Tiel in de leeftijd van 100 jaar.